# Parotia wahnesi
Parotia wahnesi là một loài chim trong họ Paradisaeidae.